# Ulrike Wolff-Gebhardt
Ulrike Wolff-Gebhardt (* 19. März 1947 in Förste; † 7. Oktober 2016 in Norden (Ostfriesland)) war eine deutsche Beamtin und Politikerin (SPD). Sie war von 2002 bis 2005 Staatssekretärin und Chefin der Staatskanzlei des Landes Schleswig-Holstein.

## Leben
Wolff-Gebhardt studierte von 1966 bis 1972 Sozialwissenschaften an der Universität Göttingen und schloss das Studium 1972 als Diplom-Sozialwirtin ab. Danach machte sie ein Referendariat für den höheren Dienst und wurde 1977 vom Land Niedersachsen übernommen. Im Jahr 1978 trat sie in den Dienst der Stadt Emden und war ab 1987 Dezernentin für Soziales und Gesundheit. Zudem wurde sie dort 1988 zur Stadträtin gewählt und betätigte sich in den Bereichen Jugend, Sport, Soziales, Gesundheit, Wohnungsangelegenheiten, Kultur und Chemisches Untersuchungsamt. Danach war sie dort von 1992 bis 1994 als Stadtdirektorin die Vertreterin des Oberstadtdirektors und anschließend vom Dezember 1994 bis 2002 die Regierungspräsidentin des Regierungsbezirks Lüneburg. Sie wurde im Jahr 1995 in den Bezirksvorstand der SPD Hannover gewählt. Des Weiteren war sie von 1999 bis 2002 die 1. Vorsitzende des Bezirksverbandes Lüneburg/Sade des Volksbundes Deutsche Kriegsgräberfürsorge und von 1999 bis 2006 Mitglied des Kuratoriums der Hanns-Lilje-Stiftung.
Zum 16. April 2002 wurde sie unter Ministerpräsidentin Heide Simonis (SPD) als Staatssekretärin die Chefin der Staatskanzlei des Landes Schleswig-Holstein. Als nach der Landtagswahl 2005 Peter Harry Carstensen (CDU) zum Ministerpräsidenten gewählt worden war, wurde sie von der neuen Landesregierung (Kabinett Carstensen I) in den Ruhestand versetzt. In ihrer Funktion als Staatssekretärin vertrat sie das Land Schleswig-Holstein als Mitglied im ZDF-Fernsehrat.